# Conus ximenes
Conus ximenes är en snäckart som beskrevs av Gray 1839. Conus ximenes ingår i släktet Conus och familjen kägelsnäckor. Inga underarter finns listade i Catalogue of Life.

## Bildgalleri

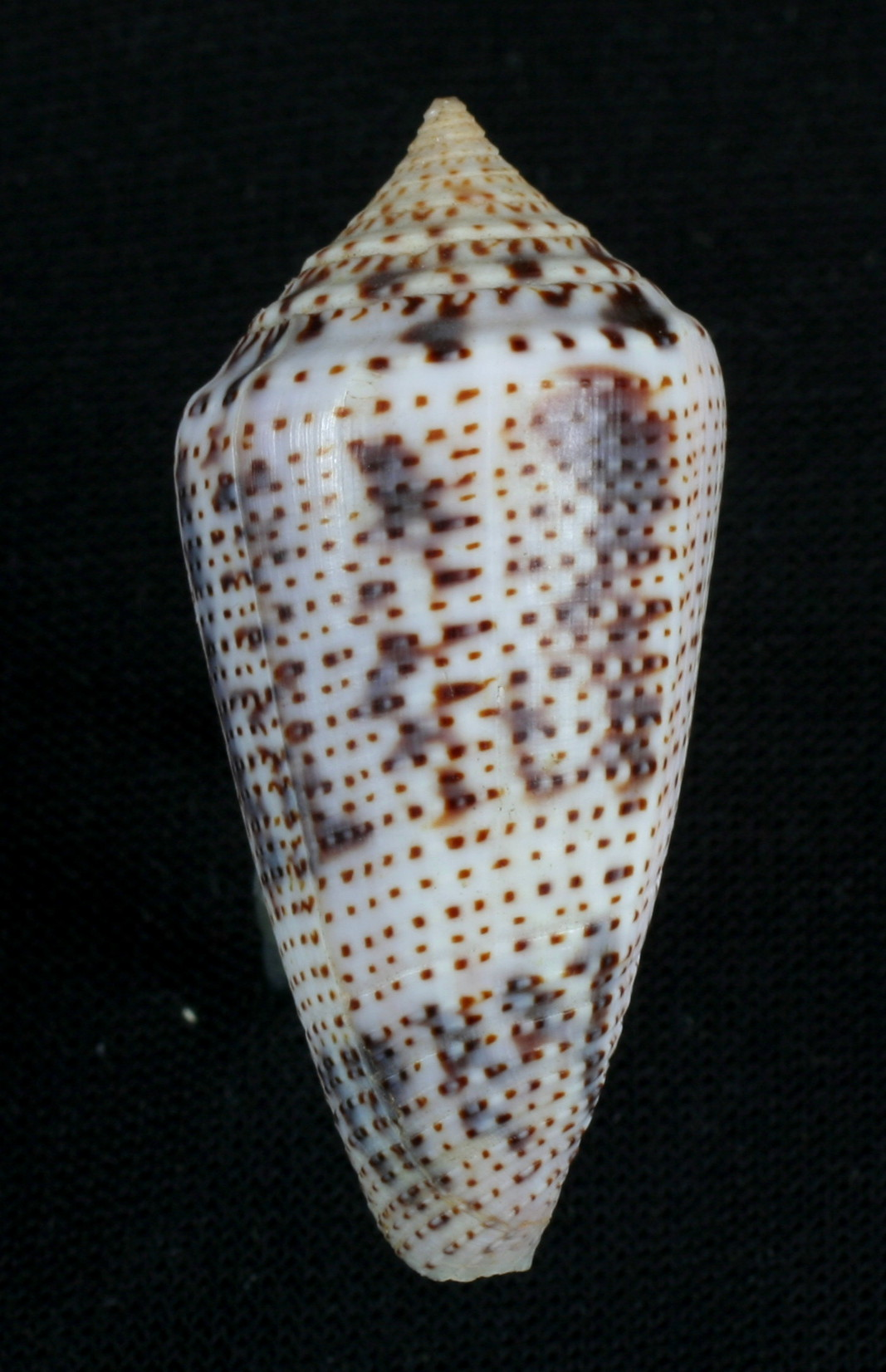
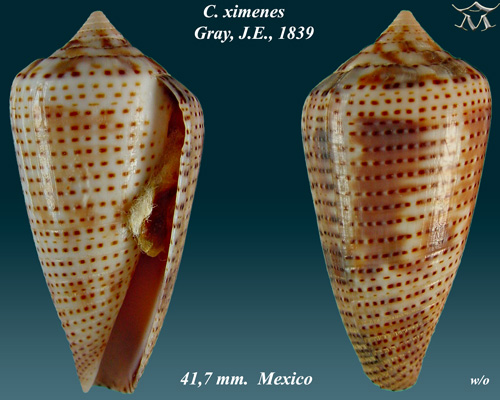
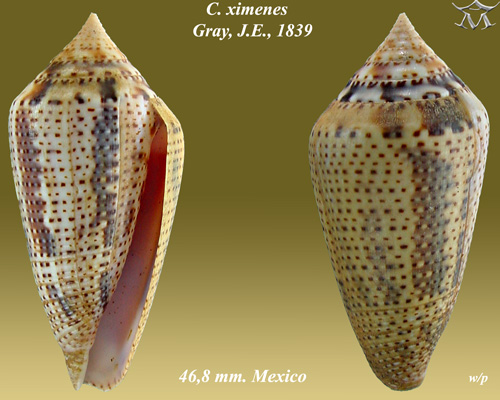
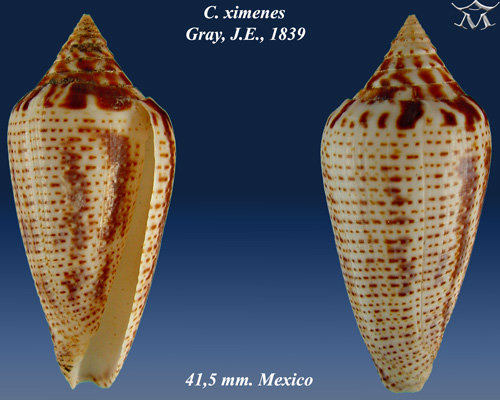